# Hammon (Oklahoma)
Hammon es un pueblo ubicado en los condados de Custer y Roger Mills en el estado estadounidense de Oklahoma. En el año 2010 tenía una población de 568 habitantes y una densidad poblacional de 298,95 personas por km².

## Geografía
Hammon se encuentra ubicado en las coordenadas 35°37′57″N 99°22′53″O / 35.63250, -99.38139 (35.632369, -99.381267).

## Demografía
Según la Oficina del Censo en 2000 los ingresos medios por hogar en la localidad eran de $22,604 y los ingresos medios por familia eran $28,036. Los hombres tenían unos ingresos medios de $22,250 frente a los $20,500 para las mujeres. La renta per cápita para la localidad era de $10,184. Alrededor del 34.8% de la población estaban por debajo del umbral de pobreza.